# The Condensed 21st Century Guide To King Crimson: 1969–2003
The Condensed 21st Century Guide To King Crimson: 1969–2003 – archiwalny album kompilacyjny King Crimson, wydany 16 października 2006 roku nakładem Discipline Global Mobile jako podwójny CD i HDCD.

## Historia albumu
Robert Fripp po wydaniu dwóch box setów, The 21st Century Guide to King Crimson – Volume One: 1969–1974 oraz The 21st Century Guide to King Crimson – Volume Two: 1981–2003, z których każdy zawierał dwie płyty studyjne i dwie koncertowe, postanowił wydać skrócony przewodnik z nich – zestaw dwupłytowy. Zrezygnował z albumów koncertowych, a każde dwupłytowe wydawnictwo zmniejszył do jednej płyty.
Pierwszy krążek skondensowanej kolekcji obejmuje lata 1969–1974, począwszy od debiutanckiego In the Court of the Crimson King, aż do Red, kończącego pierwszy etap działalności zespołu. Drugi krążek obejmuje lata 1981–2003, kiedy to Crimson dzięki wejściu w jego skład gitarzysty i wokalisty Adriana Belew oraz basisty Tony’ego Levina stał się zespołem brytyjsko-amerykańskim. Blisko połowę płyty zajęły utwory z okresu 1981–1984, a resztę – te z lat 1994–1999. Jedyne albumy, które nie zostały uwzględnione w tej kolekcji to Lizard i The ConstruKction of Light.

## Lista utworów
Lista i informacje według Discogs:
| 1.  | 21st Century Schizoid Man (Fripp, Lake, McDonald, Giles, Sinfield)              | 7:23    |
|     |                                                                                 |         |
| 2.  | Epitaph (Fripp, Lake, McDonald, Giles, Sinfield)                                | 8:55    |
|     |                                                                                 |         |
| 3.  | The Court Of The Crimson King (abridged) (McDonald, Sinfield                    | 7:17    |
|     |                                                                                 |         |
| 4.  | Cat Food (Single Version) (Fripp, McDonald, Sinfield)                           | 2:48    |
|     |                                                                                 |         |
| 5.  | Cadence And Cascade (Fripp, Sinfield)                                           | 4:37    |
|     |                                                                                 |         |
| 6.  | Ladies Of The Road (Fripp, Sinfield)                                            | 5:30    |
|     |                                                                                 |         |
| 7.  | Sailor's Tale (abridged) (Fripp)                                                | 7:03    |
|     |                                                                                 |         |
| 8.  | Larks' Tongues In Aspic Part I (abridged) (Cross, Fripp, Wetton, Bruford, Muir) | 6:42    |
|     |                                                                                 |         |
| 9.  | Book Of Saturday (Fripp, Wetton, Palmer-James)                                  | 2:50    |
|     |                                                                                 |         |
| 10. | Fracture (abridged) (Fripp)                                                     | 10:05   |
|     |                                                                                 |         |
| 11. | Starless (abridged) (Cross, Fripp, Wetton, Palmer-James)                        | 4:37    |
|     |                                                                                 |         |
| 12. | Red (Fripp)                                                                     | 6:16    |
|     |                                                                                 |         |
| 13. | Fallen Angel (Fripp, Wetton, Palmer-James)                                      | 5:55    |
|     |                                                                                 |         |
|     |                                                                                 | 1:19:58 |
|     |                                                                                 |         |

| 1.  | Elephant Talk                             | 4:44    |
|     |                                           |         |
| 2.  | Frame By Frame                            | 5:08    |
|     |                                           |         |
| 3.  | Matte Kudasai                             | 3:46    |
|     |                                           |         |
| 4.  | Discipline                                | 5:03    |
|     |                                           |         |
| 5.  | Heartbeat                                 | 3:54    |
|     |                                           |         |
| 6.  | Waiting Man                               | 4:26    |
|     |                                           |         |
| 7.  | Neurotica                                 | 4:50    |
|     |                                           |         |
| 8.  | Three Of A Perfect Pair                   | 4:11    |
|     |                                           |         |
| 9.  | Sleepless (abridged)                      | 4:36    |
|     |                                           |         |
| 10. | VROOOM                                    | 4:38    |
|     |                                           |         |
| 11. | Coda: Marine 475 (abridged)               | 2:05    |
|     |                                           |         |
| 12. | Dinosaur (Single Version)                 | 5:19    |
|     |                                           |         |
| 13. | Sex Sleep Eat Drink Dream                 | 4:49    |
|     |                                           |         |
| 14. | The Power To Believe I : A Cappella       | 0:44    |
|     |                                           |         |
| 15. | Level Five                                | 7:17    |
|     |                                           |         |
| 16. | Eyes Wide Open                            | 4:09    |
|     |                                           |         |
| 17. | Happy With What You Have To Be Happy With | 3:45    |
|     |                                           |         |
| 18. | The Power To Believe III                  | 4:10    |
|     |                                           |         |
| 19. | The Power To Believe IV : Coda            | 2:22    |
|     |                                           |         |
|     |                                           | 1:19:56 |
|     |                                           |         |

- produkcja – David Singleton, Robert Fripp

- okładka – P.J. Crook

## Odbiór

### Opinie krytyków
| Recenzje       | Recenzje |
| Publikacja     | Ocena    |
| -------------- | -------- |
| All About Jazz | [ 3 ]    |
| AllMusic       | [ 1 ]    |
| Prog Archives  | 4.02/5.0 |
| RYM            | 3.94/5   |
| Sputnikmusic   | 5.0/5    |

Według Seana Westergaarda z AllMusic „The Condensed 21st Century Guide to King Crimson: 1969-2003 jest czymś w rodzaju King Crimson hors d'oeuvre: smakowitym kąskiem, który ma zaostrzyć apetyt na więcej”.
„Można się zastanawiać, czy Fripp może kontynuować wznawianie materiału ad infinitum. Ale to nowe wydawnictwo jest w istocie zwięzłą kolekcją, która niemal idealnie przedstawia długą i wielowymiarową karierę Crimsonów” – twierdzi John Kelman z magazynu All About Jazz.
GratefulJerry ze Sputnikmusic uważa, iż „Ogólnie rzecz biorąc, jest to całkiem niezła kolekcja i daje dobry przegląd kariery zespołu w tym momencie”.